# Grundrententheorie
Die Grundrententheorie ist eine Theorie der klassischen Nationalökonomie, die erklärt, warum und in welcher Form im Wirtschaftskreislauf eine Grundrente anfällt. Die Grundrente (auch Bodenrente, Differentialrente oder einfach nur Rente) ist der Teil des Ertrages, den ein Pächter dem Eigentümer des von ihm als Ackerboden, Baugelände, zur Forstwirtschaft, im Bergbau oder wie auch immer genutzten Bodens regelmäßig zu entrichten hat.
In spezifischem Sinn bezeichnet Grund- oder Bodenrente die Ertragsdifferenz zwischen zwei Böden von gleicher Größe bei gleichem Einsatz an Arbeit und Kapital. Diese Differenz beruht auf Faktoren wie unterschiedliche Bodenfruchtbarkeit, günstige klimatische Faktoren, Verkehrslage, Nutzungsform (land- oder forstwirtschaftlich, bauliche und rechtliche Eignung zum Wohnen oder Arbeiten, Ausbeutungsmöglichkeit des Bodens zur Kohle-, Öl- oder Erdgasgewinnung) sowie das jeweils herrschende Bodenrecht mit seinen besonderen Bestimmungen (siehe z. B. Agrarrecht (Deutschland)).

## Grundlagen

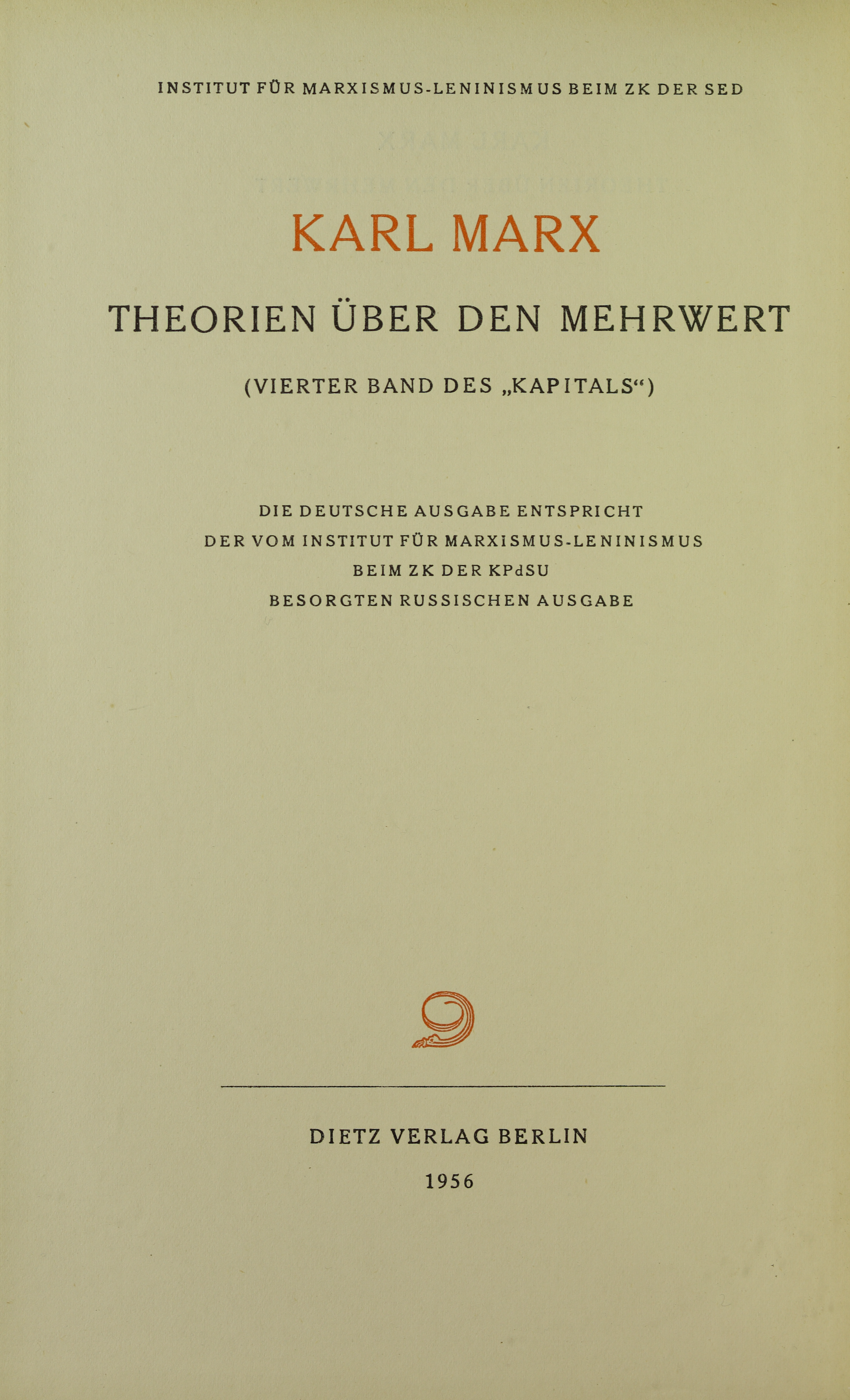
Karl Marx, Theorien über den Mehrwert, 1956

Die theoretische Analyse der Grundrente setzt die Arbeitswertlehre voraus.  Dieses elementare Theorem der klassischen Nationalökonomie, das das Austauschverhältnis von Waren unter Marktbedingungen beschreibt, besagt, dass jede Ware einen objektiven Wert besitzt, der gemessen werden kann an der Quantität Arbeit (ausgedrückt in Zeiteinheiten), die für die Produktion dieser Ware durchschnittlich aufgewendet werden musste.
Der Marktpreis wird auf Basis dieses Wertes gebildet, kann allerdings durch Angebot und Nachfrage Schwankungen unterliegen. Sind Angebot und Nachfrage (langfristig betrachtet) im Gleichgewicht, entspricht der Preis genau dem Wert, ausgedrückt in Größen einer anderen Ware (zum Beispiel Gold).
Bei Agrarerzeugnissen (im Gegensatz zu Industrieerzeugnissen) ist der Ertrag allerdings aufgrund oben genannter äußerer Einflüsse nicht allein von der Arbeit(-szeit) abhängig. Somit lässt sich bei gegebener Nachfrage und der vom Arbeitsaufwand unabhängigen Ertragsdifferenz ein Einkommen erzielen. Den Einkommensformen Lohn und Gewinn lässt sich daher die Grundrente hinzufügen.

## Die Entdeckung der Rententheorie
Ricardo sah Sir Edward West (1782–1828) und Malthus als die Entdecker der Rententheorie an. Hingegen Marx verweist auf James Anderson (1739–1808) und dessen weitgehend unbeachtet gebliebene Schrift An enquiry into the nature of the corn laws, with a view to the new corn bill proposed for Scotland (Edinburgh 1777), wo dieser beiläufig die Natur der Rente erläutert sowie auf dessen Essays. Relating to Agriculture and rural Affairs (3 Bände, Edinburgh 1775–1796), ebenso in den 1799 bis 1802 herausgegebenen Recreations in Agriculture. Natural History, Arts etc. (London). Marx anerkennt Andersons Priorität in Bezug auf die Entdeckung der Rententheorie und bezichtigt gleichzeitig Malthus des Plagiats.

## Adam Smith

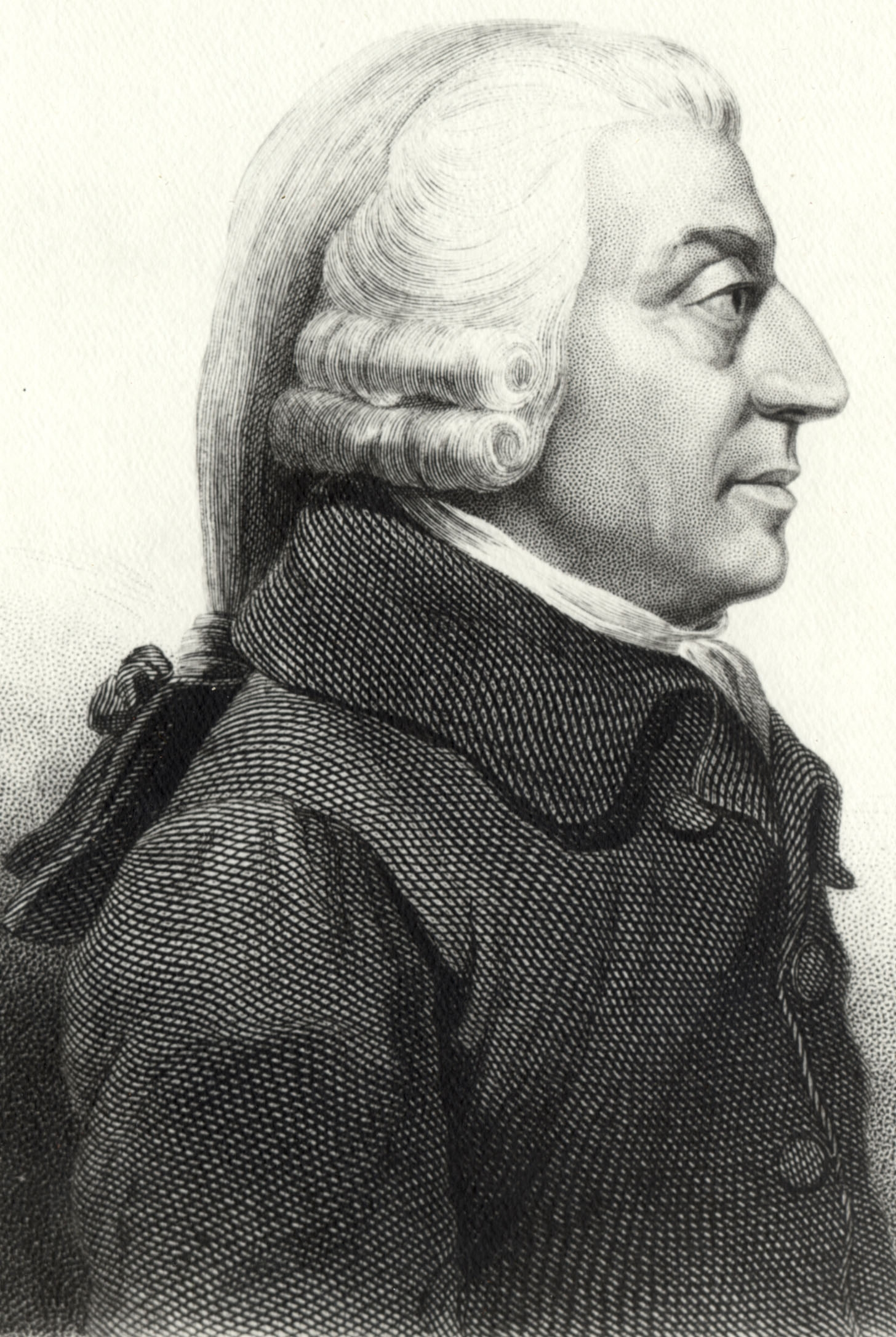
Adam Smith (1723–1790)

Adam Smith definierte die Grundrente in seinem Hauptwerk „Wealth of Nations“ („Der Wohlstand der Nationen“) als „den Preis für die Nutzung von Grund und Boden“, welchen der Pächter (resp. Kapitalist) an den Grundbesitzer zu zahlen hat.
Smith schreibt weiter:
„Der Grundbesitzer ist bestrebt, die Bedingungen für die Pacht so anzupassen, dass dem Pächter nicht mehr vom Ertrag bleibt, als ausreicht, um sein Kapital zu erhalten, mit dessen Hilfe er Saatgut beschafft, Arbeiter bezahlt und Vieh und landwirtschaftliche Geräte kauft und ersetzt, und um den in der Nachbarschaft üblichen Gewinn einer Agrarinvestition zu erzielen.“
Somit ist die Grundrente, laut Smith, die Differenz zwischen dem Ertrag des Erzeugnisses und den Kosten (der Arbeitskräfte und Produktionsmittel) plus Gewinn des Pächters. Sind beide Größen (in Geld ausgedrückt) gleich groß, kann dementsprechend keine Rente für den Grundbesitzer anfallen.
Letztgenanntes, so Smith, ist ein wichtiges Charakteristikum der Grundrente: Sie gehe nicht wie Lohn und Profit als Faktor in die Preisbildung mit ein:
„Hoher und niedriger Lohn und Gewinn sind die Ursache für einen hohen oder niedrigen Preis, während eine hohe oder niedrige Rente die Folge von ihm ist.“

### Unterteilung der Bodenprodukte nach der Höhe der Bodenrente
Adam Smith unterteilte die verschiedenen Bodenerzeugnisse seinerzeit in zwei Gruppen: 1. Bodenprodukte, die immer eine Rente abwerfen und 2. Bodenprodukte, die mitunter eine Rente abwerfen, manchmal aber nicht.
Zur ersten Gruppe zählt er die Nahrungsmittel (hauptsächlich Getreide). Smith stützt diese Behauptung mit dem empirischen Hinweis, dass selbst die unwirtlichsten Gegenden in Norwegen und Schottland eine Rente für ihre Grundbesitzer abwerfen, da Nahrungsmittel überall und jederzeit benötigt werden. Eine steigende Bevölkerungszahl steigere diese Tendenz in Form verstärkter Nachfrage. Ebenso würden selbst bei hohen Löhnen wenige Arbeiter ausreichen, um einen genügenden Ertrag für eine Rente abzuwerfen.
Die Rente werde zudem noch von zwei natürlichen Faktoren beeinflusst: der Fruchtbarkeit des Bodens (vor allem für Agrarerzeugnisse bedeutend) und der Lage des Bodens. Ist der Boden weit entfernt von Städten (Bevölkerungskonzentration → Hauptabsatzgebiet), schmälern Transportkosten die Rente.
Zur zweiten Gruppe zählt Smith Erzeugnisse des Bergbaus und jene Produkte, welche sekundäre Bedürfnisse des Menschen befriedigen (wie Kleidung und Wohnen). Hier kommt es, laut Smith, mitunter vor, dass eine zu geringe Nachfrage den Preis drückt, so dass keine Rente für den Grundbesitzer abfällt. Als Beispiel benennt er die Betreiber (Pächter) zahlreicher Silberminen, die ihre Minen aufgeben, da der Silberpreis aufgrund des Zuflusses aus der neuen Welt und der damit nicht Schritt haltenden Nachfrage immer weiter fällt.

## David Ricardo

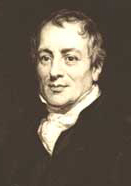
David Ricardo (1772–1823)

David Ricardo sagt einleitend, die Grundrente sei „jener Teil des Produkts der Erde, der dem Grundeigentümer für den Gebrauch der ursprünglichen und unzerstörbaren Kräfte des Bodens gezahlt wird“.
Ricardo schließt sich grundsätzlich den Ausführungen von Adam Smith an, konkretisiert sie aber zum Teil noch. So greift er Smith’ Erkenntnis auf, dass die Grundrente keine Komponente des Preises von Bodenprodukten sein kann, und leitet daraus ab, dass es immer einen bewirtschafteten Grundbesitz geben muss, der keine Rente abwirft. Da der Preis einer Ware (z. B.: Getreide) sich von seinem Wert ableitet, der sich wiederum aus der aufgewandten Arbeit ergibt, kann es theoretisch möglich sein, dass es Getreide von unterschiedlichem Wert gibt. Wenn zwei Pächter mit gleichem Aufwand (gleiche Anzahl Arbeiter, gleiche Anzahl Arbeitsmittel etc.) auf zwei Böden mit unterschiedlicher Fruchtbarkeit wirtschaften, ist der Ertrag des Pächters, welcher den fruchtbareren Boden bewirtschaftet, höher als jener auf dem weniger fruchtbaren; aber beide haben den gleichen (Arbeits-)Wert.
Wenn also eine (geschlossene) Wirtschaft Boden von gegebener Fruchtbarkeit bewirtschaftet, nun aber (durch Bevölkerungswachstum) die Nachfrage das Angebot übersteigt (Preisanstieg), kommt die entsprechende Nation nicht umhin, Boden schlechterer Fruchtbarkeit zu bewirtschaften. Sind Nachfrage und Angebot (auf dem erhöhten Niveau) wieder im Gleichgewicht, richtet sich der Preis (des Getreides) genau nach dem Wert desjenigen Getreides, welches auf dem Boden mit der niedrigsten Fruchtbarkeit angebaut wird. Der Preis reicht somit gerade aus, um das eingesetzte Kapital (plus Gewinn) für diesen Pächter (plus Gewinn) zu ersetzen, womit er keine Grundrente zahlen kann.
Durch den so angestiegenen Preis werden nun die Grundbesitzer besserer Böden in die Lage versetzt, von ihren Pächtern eine Rente einzufordern, und zwar genau so viel, dass der verbleibende Teil deren eingesetztes Kapital plus Gewinn darstellt.
Im Zuge Ricardos Erläuterungen zur Grundrente betont er die inkonsequente Anwendung der Arbeitswertlehre einiger seiner Vorgänger (Adam Smith, Jean-Baptiste Say) auf den Komplex des Themas. Er stellt heraus, dass nur das Quantum Arbeit den Preis einer Ware beeinflusst und weder Profit noch Rente.
Nach Einschätzung von Joseph Schumpeter leistete Ricardos Rententheorie keine Erklärung des Phänomens, sondern sei nur das Mittel, den Faktor Boden aus der Werttheorie sowie der Preistheorie auszuklammern. Die Behauptung eines direkten Zusammenhangs zwischen Lohnhöhe und Existenzminimum diente Ricardo lediglich dazu, ohne eine besondere Lohntheorie auszukommen. Ohne diese These falle aber seine Verteilungstheorie in sich zusammen. Die moderne Auffassung weise Ricardos Behauptung nicht als empirisch falsch zurück, sondern komme sogar mit empirischen Zusammenhängen zurecht, die mit Ricardos These unvereinbar seien.
Mit dem Begriff „Ricardian Vice“ (dt. in etwa: „Ricardos eigentümlicher Fehler“) will Schumpeter einen grundlegenden Fehler in Ricardos Methode der Erklärung kennzeichnen. Heinz D. Kurz weist jedoch Schumpeters Kritik als ungerechtfertigt zurück, da er Ricardos Methode fehlinterpretiere. Schumpeter, der in seiner Ricardo-Kritik meint, von dem von ihm bevorzugten, weil angeblich generelleren Standpunkt der Grenznutzentheorie aus argumentieren zu können, werde der andersgearteten Erklärungsweise der klassischen Nationalökonomie keinesfalls gerecht.

## Henry George
Mit den größten Einfluss im 19. Jahrhundert hatten die Lehren von Henry George, nach denen Privatbesitz das Ergebnis menschlicher Arbeit und Schaffens ist, aber alle natürlichen Ressourcen – insbesondere Land – der gesamten Menschheit gehören. Besitzer von Land und natürlichen Ressourcen sollen eine Abgabe an die Allgemeinheit zahlen. Diese Abgabe wird in Form einer Bodenwertabgabe nur auf das natürliche, unveränderte Grundstück erhoben, ohne die Verbesserungen, die vom Besitzer durchgeführt wurden. Die Lehren sind zusammengefasst als der Georgismus. Sie werden heute beispielsweise von Mason Gaffney oder Dirk Löhr vertreten.

## Karl Marx

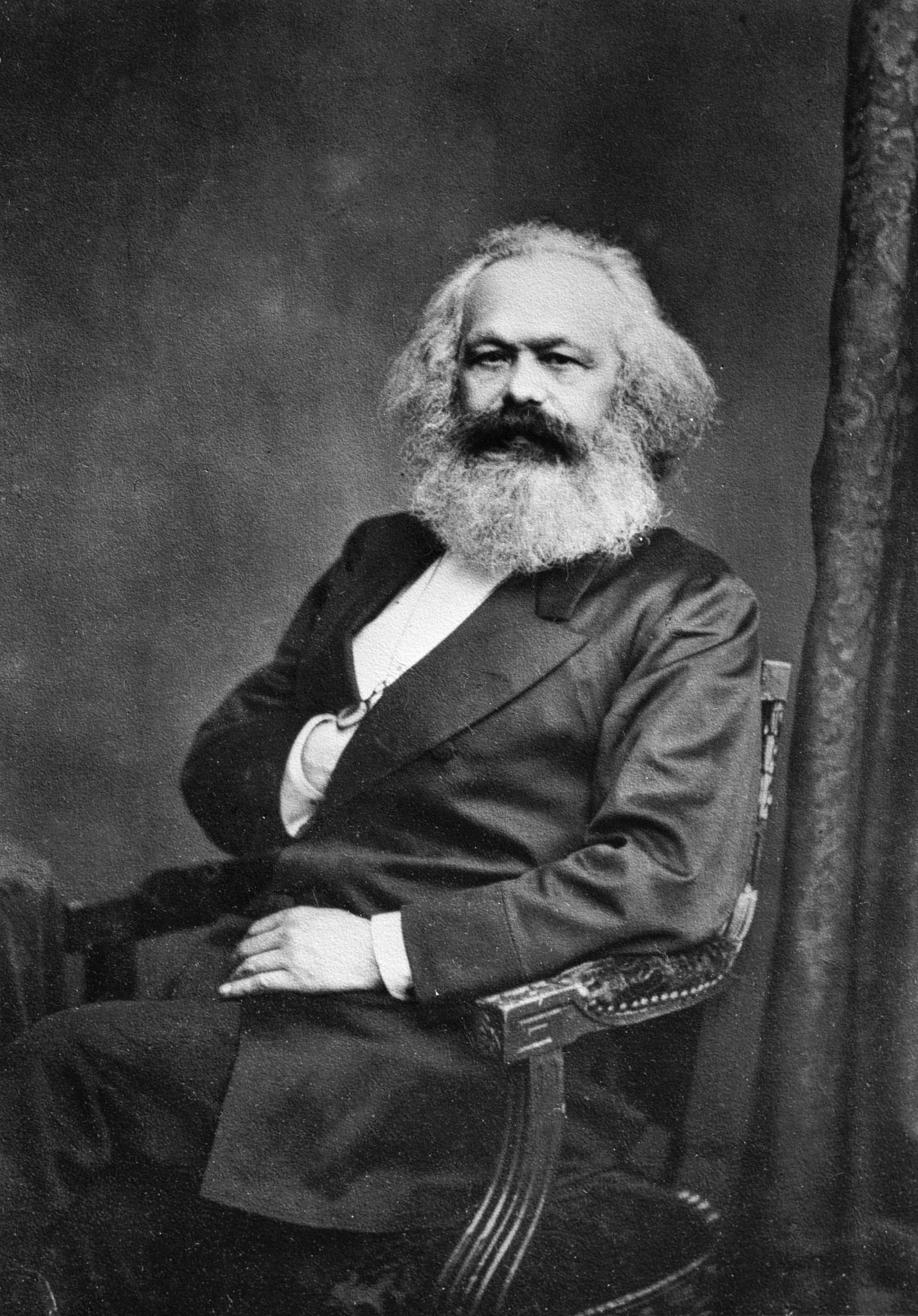
Karl Marx (1818–1883)

Karl Marx nimmt für seine Arbeiten an der Grundrente die Ausführungen Ricardos als Grundlage. Marx lobt diese, aber auch jene von Smith, ausdrücklich, was vor allem damit zusammenhängt, dass auch er sich den Aussagen der beiden anschließt.
Seine Theorie der Differentialrente ist lediglich deswegen von besonderer Bedeutung, da Marx sie zum einen in seine Analyse der Wertform (und der daraus resultierenden Verteilung des Werts in Lohn, Profit und Grundrente) eingliedern musste und zum anderen deutlich präzisere Ausführungen bezüglich der Rente und dem Einfluss diverser Faktoren (Kapitaleinsatz, Größe der Anbaufläche etc.) auf jene machte.

### Grundlagen
Die Grundlage eines jeden Warenaustauschverhältnisses ist auch bei Marx die Arbeitswertlehre. Der Tauschwert einer Ware ergibt sich aus der auf jene Waren gesamtgesellschaftlich durchschnittlich nötigen verwendeten Arbeitszeit.
Ziel der kapitalistischen Produktionsweise ist anschließend nun ein sogenannter Verwertungsprozess: Die Produktion eines (absoluten/relativen) Mehrwerts. Dies bedeutet genauer, dass der Kapitalist zur Produktion von Mehrwert (resp. Profit) gezwungen ist, den Arbeiter für sich Zusatzarbeit leisten zu lassen (durch Verlängerung oder Intensivierung der Arbeit(-szeit)), sprich: Den Arbeiter länger arbeiten zu lassen, als eigentlich nötig wäre, damit dieser sich reproduziert.
Oder anders: Die vom Arbeiter geleistete Arbeit, und der daraus entspringende (Neu-)Wert, wird in zwei Teile geteilt: Der eine Teil fällt dem Arbeiter zu (in Form des Arbeitslohnes), der andere Teil dem Kapitalisten (in Form des Mehrwertes). Es findet also, nach Marx, eine Ausbeutung der besitzlosen Arbeiterklasse statt: Der Profit (resp. Mehrwert) wird dadurch erzeugt, dass dem Arbeiter ein Teil seiner Arbeit unbezahlt bleibt. Der Lohn richtet sich, laut Marx, nach der Summe der Konsumgüter (der Summe der Preise), die der Arbeiter benötigt, um zu überleben, ergo: „sich zu reproduzieren“. Was über diesen Betrag hinausgeht, fällt dem Kapitalisten zu. Die kapitalistische Produktionsweise setzt somit voraus, dass die direkten Produzenten (Arbeiter) von den Produktionsmitteln getrennt sind (Expropriation), dass eine bestimmte technologische Entwicklungsstufe der Zivilisation erreicht ist und dass die Arbeiterschaft auf ein vertragliches Verhältnis mit den Kapitalisten, also auf den Tausch ihrer Arbeitskraft gegen ein Entgelt, angewiesen ist. Damit der Pächter überhaupt in der Lage ist, dem Grundbesitzer eine Rente zu zahlen, ist es notwendig, dass auch in der Agrarwirtschaft die kapitalistische Produktionsweise vorliegt. Dies bedeutet, dass auch die Landarbeiter (die Produzenten) von ihren Produktionsmitteln getrennt sind und eine freie Konkurrenz sowie Übertragbarkeit der Kapitale vorherrscht.
Siehe auch Arbeitswertlehre (Karl Marx), Mehrwert, Das Kapital

### Differentialrente
Mit dem Einzug der kapitalistischen Produktionsweise ist, laut Marx, die Erzeugung einer Grundrente das oberste Ziel der landwirtschaftlichen Produktion, wie es der Verwertungsprozess und die damit einhergehende Ausbeutung der Arbeiterklasse für die gesamte Kapitalistenklasse ist.
Die Grundrente, oder Differentialrente, ist ein Teil des Mehrwerts, der unbezahlten Arbeit, den der Pächter an den Grundbesitzer zahlt. Marx erläutert:
„Surplusprofit“ [wie die Grundrente einer ist] „, ... , wird immer produziert als Differenz“ [daher Differentialrente] „zwischen dem Produkt von zwei gleichen Mengen Kapital und Arbeit, und dieser Surplusprofit verwandelt sich in Bodenrente, wenn zwei gleiche Bodenflächen mit ungleichen Resultaten beschäftigt werden.“
Somit stellt auch Marx heraus, dass die Grundrente Folge dieser Differenz ist und somit nicht als Baustein des Preises zu verstehen ist. Er hebt (ähnlich wie Ricardo) hervor, dass auch hoher (oder niedriger) Profit und Lohn nicht als Bausteine (sprich Ursache) eines hohen (oder niedrigen) Preises zu verstehen sind. Die Preisbildung richtet sich nach dem Produktionspreis (Kostpreis plus Durchschnittsprofit) und dieser wiederum nach der Quantität Arbeit, die auf eine Ware verwendet wurde. Dieser Wert zerfällt anschließend in die Teile Profit, Lohn und Grundrente. Marx wirft hier Smith und selbst Ricardo Inkonsequenz in der Anwendung der Arbeitswertlehre vor.
Ursachen für die Entstehung jener Differenz der Resultate sind:
- die Lage (z. B.: Entfernung von den Hauptabsatzgebieten)
- die Fruchtbarkeit
- Unterschiede in der Belastung durch Steuern
- Unterschiede in der technologischen Entwicklung
- Ungleichheiten der Kapitalverteilung unter den Pächtern

#### Differentialrente I
Zur Darstellung seiner Theorie zieht Marx ein abstraktes Beispiel heran: Im ersten Teil seiner Untersuchung der Einflüsse, die die Höhe der Grundrente variieren lassen, konzentriert er sich auf die kapitalunabhängigen, natürlichen Einflüsse. Er definiert 4 Bodenklassen mit unterschiedlicher Fruchtbarkeit (und Lage). A, B, C und D seien diese 4 Typen, wobei Bodenart A die (relativ) unfruchtbarste und ungelegenste und D dementsprechend die fruchtbarste und bestgelegene Art ist. A soll (z. Bsp. in einer Erntesaison) 1 Quarter Weizen abwerfen und die darauffolgenden Bodenarten in Reihenfolge jeweils einen Quarter mehr.
Exemplarisch wird des Weiteren angenommen, dass der Preis des Getreides bei 3 Pfund Sterling (= 60 Schilling) liegt. Da A die schlechteste Bodenart ist und die Rente eine Differentialrente ist, entspricht dieser Preis genau dem Produktionspreis (Kostpreis plus Durchschnittsprofit) des Getreides des Bodens A.
Der Produktionspreis ist also auf 60 Schilling gesetzt, sodass man nun annehmen kann, das eingesetzte Kapital (Kostpreis) betrage 50 Schilling und der Durchschnittsprofit 10 Schilling.
Man kommt zu folgender Übersicht:
| Bodenart | Produkt (in Quarters) | Produkt (in Schillingen) | Kapitalvorschuss | Profit (in Quarters) | Profit (in Schillingen) | Rente (in Quarters) | Rente (in Schillingen) |
| -------- | --------------------- | ------------------------ | ---------------- | -------------------- | ----------------------- | ------------------- | ---------------------- |
| A        | 1                     | 60                       | 50               | 1/6                  | 10                      | -                   | -                      |
| B        | 2                     | 120                      | 50               | 1 1/6                | 70                      | 1                   | 60                     |
| C        | 3                     | 180                      | 50               | 2 1/6                | 130                     | 2                   | 120                    |
| D        | 4                     | 240                      | 50               | 3 1/6                | 190                     | 3                   | 180                    |
| Summe:   | 10                    | 600                      |                  |                      |                         | 6                   | 360                    |

Während der Kapitalvorschuss (also das konstante und variable Kapital) konstant bleibt, ist das Produkt von B, C und D jeweils doppelt so groß, wie das der vorangegangenen Bodenart. Die Pächter dieser Böden sind in der Lage eine Rente zu zahlen: Gerade so viel, dass der verbleibende Teil Kapitalvorschuss und Durchschnittsprofit (der Pächter der preisbestimmenden, schlechtesten Bodenart) deckt (siehe Tabelle: verbleibender Profit = Profit - Rente).

### „Genesis der kapitalistischen Grundrente“
Karl Marx unterzieht die Grundrente einer historischen Betrachtung und stellt dabei fest, dass die Grundrente an sich kein Ausdruck der kapitalistischen Produktionsweise ist. Sie hat im Laufe der Entwicklung lediglich ihre Erscheinungsform geändert oder, wie Marx es sagt: Sie hat ihre ursprüngliche Form verschleiert.
Parallel macht er etlichen Vulgärökonomen den Vorwurf, Rente mit Gewinn zu verwechseln und diese nicht auseinanderzuhalten. Er bemängelt auch bei Smith und Ricardo, dass diese keine Anstrengungen unternommen hätten, die Rente unter historischen Gesichtspunkten einzuordnen. Einzig den Physiokraten spricht er die Leistung zu, nachfolgende Unterschiede erkannt zu haben.

#### Arbeitsrente
Was Marx retrospektiv als Arbeitsrente bezeichnet, ist das Produkt der sogenannten Fronarbeit. Zu Frondiensten waren im Mittelalter Leibeigene bzw. unfreie Bauern verpflichtet, wenn es von ihren Lehnsherren gefordert wurde. Nach Marx ist diese die Reinform der Grundrente. Zwischen Grundbesitzer und Arbeiter befindet sich kein „Mittelsmann“ und die Ausbeutung findet, für den Beobachter sichtbar, direkt durch das Leisten von Zusatzarbeit statt. Der Unfreie oder Leibeigene bewirtschaftet den ihm überlassenen Boden für sich selbst, um des Weiteren einen anderen Teil (einer Woche) für den Grundbesitzer zu arbeiten. Die Mehrarbeit ist hier noch augenscheinlich.

#### Produktenrente
Mit dem Fortschreiten der kulturellen Entwicklung in Europa ändert die Rente ihre Erscheinungsform, jedoch nicht ihr Wesen. Wie Marx sagt, wird die Rente nun „durch Gesetz statt durch die Peitsche“ eingefordert. Durch den hinzugewonnenen rechtlichen Freiraum der Produzenten (Bauern) nimmt die Rente nun zunehmend Warenform an. Die Rente drückt sich also folglich nicht in erzwungener Mehrarbeit, sondern subtiler in einem Teil der erzeugten Produkte aus.

#### Geldrente
Die Geldrente ist nahe an der Produktenrente, mit dem bedeutenden Unterschied, dass eine Rente in Geldform neben einer Geldzirkulation einen aktiven Handel, einen Markt und, daraus resultierend, die Existenz eines Marktpreises voraussetzt. Mit der Loslösung vom Abverlangen direkter Mehrarbeit hin zum reinen kontraktlichen Geldverhältnis, in welchem sich die Rente darstellt, hält die kapitalistische Produktionsweise Einzug. Mit der Umformung der Rente in Geldrente tritt nun die Kapitalistenklasse als dritte Partei zwischen Grundbesitzer und Arbeiter.
Diese Entwicklung wird maßgeblich durch die Silberinflation aus der neuen Welt beeinflusst. Steigende Preise und starre Renten erhöhen die Profite einzelner Bauern und Pächter, was zu einer Zentralisation der Landwirtschaft und einer schnellen Durchsetzung der kapitalistischen Produktionsweise führt.